# Hauza (Sahara Zachodnia)
Hauza (arab. ‏حوزة‎, Ḥawza; fr. Haouza) – miejscowość w Saharze Zachodniej.
Liczba mieszkańców w 2014 roku wynosiła 5462.

## Miasta partnerskie
- Le Mans, Francja